# Lift Off
Lift Off è un singolo dei rapper statunitensi Kanye West e Jay-Z, pubblicato il 23 agosto 2011 come secondo estratto dall'album in studio Watch the Throne.

## Descrizione
Il brano ha visto la partecipazione vocale della cantante Beyoncé ed è stato scritto da Kanye West, Shawn Carter, Jeff Bhasker, Pharrell Williams, Bruno Mars e Seal Samuel, mentre la produzione è stata gestita da West, Bhasker, Mike Dean, Q-Tip, Pharrell e Don Jazzy.

## Tracce
1. Lift Off (feat. Beyoncé) – 4:26

## Classifiche
| Classifica (2011) | Posizione massima |
| ----------------- | ----------------- |
| Australia         | 81                |
| Corea del Sud     | 1                 |
| Regno Unito       | 48                |